# Tui (fågel)
Tui (Prosthemadera novaeseelandiae) är en fågel i familjen honungsfåglar inom ordningen tättingar. Den är en av de största arterna av honungfåglarna. 

## Utseende och läte
Tuin är en mycket stor och mörk honungsfågel. Den urskiljs lätt genom två unikt krusade vita fjädertofsar på strupen. Stjärt och vingar glänser i blått, lila och grönt. Lätet är även det unikt, bestående av melodiska toner uppblandat med kväkande, hostande, klickande och hesa ljud.

## Utbredning och systematik
Tuin delas in i tre underarter med följande utbredning:
- Prosthemadera novaeseelandiae novaeseelandiae – förekommer på Nya Zeeland, Stewartön och Aucklandöarna
- Prosthemadera novaeseelandiae kermadecensis – förekommer på Kermadecöarna
- Prosthemadera novaeseelandiae chathamensis – förekommer på Chathamöarna

Underarten kermadecensis inkluderas ofta i nominatformen.

## Levnadssätt
Tuin hittas huvudsakligen i ursprungliga skogar och buskmarker, men kan också vandra in i förstäders parker, jordbruksbygd och trädgårdar på landsbygen. Födan består av nektar.

## Status
Tuin har en begränsad världspopulation, uppskattad till mellan 2 500 och 10 000 vuxna individer. Den tros också minska i antal. Trots detta kategoriserar IUCN arten som livskraftig.